# Ophthalmolabus distinctus
Ophthalmolabus distinctus es una especie de coleóptero de la familia Attelabidae.

## Distribución geográfica
Habita en Madagascar.